# Dytmarów (przystanek kolejowy)
Dytmarów – przystanek kolejowy we wsi Dytmarów, w województwie opolskim, w Polsce. Budynek stacyjny został wybudowany w latach 1905–1907. W latach 90. XX wieku rozebrano go.

## Ruch pasażerski
| Rok  | Wymiana pasażerska na dobę |
| ---- | -------------------------- |
| 2017 | 0-9                        |
| 2022 | 0-9                        |

## Historia
Powstanie przystanku w Dytmarowie wiązało się z rozwojem przemysłu na terenie Górnego Śląska od połowy XVIII wieku, kiedy to rządy nad regionem przejęło Królestwo Prus w wyniku zwycięskiej wojny z państwem Habsburgów. Na początku XIX wieku wraz z pojawieniem się transportu kolejowego powstały pierwsze inicjatywy połączenia regionu z Wrocławiem. Już w 1843 pojawił się pomysł budowy połączenia Wrocławia z Górnym Śląskiem, które miałoby prowadzić m.in. przez Dytmarów. 12 stycznia 1853 zamierzano utworzyć połączenie kolejowe na linii Koźle–Prudnik. Spółka Kolej Górnośląska 7 lipca 1869 otrzymała koncesję na budowę linii z Ząbkowic Śląskich. Budowę kolejowej magistrali podsudeckiej ukończono w 1876. Ruch towarowy na odcinku Prudnik–Racławice Śląskie uroczyście zainaugurowano 15 sierpnia, a pasażerski – 1 października.
W październiku 1973 między Racławicami Śląskimi i Dytmarowem doszło do zderzenia pociągów. Pociąg towarowy wyruszył z Racławic Śląskich w stronę Prudnika. Przed przystankiem Dytmarów, gdzie pociągi wspinają się na wzniesienie, część wagonów odczepiła się i zaczęła wracać do Racławic Śląskich. Dyżurny z Dytmarowa nie zorientował się, że na przystanek dojechał niekompletny skład i dał sygnał, że tor jest wolny. W związku z tym dyżurny w Racławicach Śląskich wyprawił w trasę kolejny skład towarowy. Tuż za dworcem w Racławicach Śląskich zderzył się on z wracającymi wagonami.
3 lutego 1985 w obrębie stacji w Dytmarowie doszło do zderzenia parowozu Pt47 z ciągnikiem RSP Jasiona. 2 osoby zginęły na miejscu, a 1 osoba została ciężko ranna (mężczyzna trafił w śpiączkę, zmarł kilka lat później). Wypadek spowodowany był błędem dróżnika na przejeździe koło Dytmarowa, który mimo wiedzy o zbliżającym się pociągu, na prośbę pasażerów ciągnika podniósł rogatki, by mogli przejechać. Przez śnieżycę maszynista nie widział ciągnika. Skład zatrzymał się dopiero w Prudniku, gdzie na przedzie lokomotywy zauważono krew i torbę z ubraniami, która przyczepiła się do maszyny po uderzeniu.